# Timioderus refringens
Timioderus refringens är en stekelart som beskrevs av James Waterston 1916. Timioderus refringens ingår i släktet Timioderus och familjen Eucharitidae. Inga underarter finns listade i Catalogue of Life.